# N無人士
N無人士，源於香港的詞語，脫胎自「雙無人士」、「三無人士」的延伸，是對個別基層人士的形容。這些人士多為社會基層，收入低微，「N無」是指他們由於不同原因而未能享用各種社會福利，當中包括政府對基層的援助，以及由公共機構在經濟環境不佳之時推出的為民抒困措施。

## 例子
- 未合資格申請，或正在排期申請公屋的市民，由於他們並非公屋居民，因此每當房委會實行公屋免租，這些非公屋居民就不能受惠。
- 又因為輪候公屋需時極長，在未「上樓」之前，他們只能以高昂的費用租住「板間房」，可是由於他們並非戶主，每當政府宣佈減差餉或電費補貼，又或者電力公司推出各種電費回贈計劃，這些基層人士都不能享用這些紓困措施。
- 這批基層人士收入極少，不用繳交薪俸稅，所以政府每次推行退稅，同樣與他們無關。
- 出於個人意願而未有申請各種由政府推行的褔利措施，一如很多基層人士礙於社會歧視眼光而拒絕申領綜援，但礙於學歷經驗等因素他們只能從事低薪工種，未能擺脫在職貧窮的生活。

過去，社會對他們的支援極少，但隨著媒體報道個別個案，現今香港社會對支援N無人士的呼聲愈來愈高。